# تريفور ليندن
تريفور ليندن هو لاعب هوكي الجليد كندي، ولد في 11 أبريل 1970 في مدسين هات في كندا.

## وصلات خارجية
- تريفور ليندن على موقع دوري الهوكي الوطني (الإنجليزية)
- تريفور ليندن على موقع قاعة مشاهير الهوكي (لاعب أن.إتش.أل) (الإنجليزية)
- تريفور ليندن على موقع EliteProspects.com (الإنجليزية)
- تريفور ليندن على موقع HockeyDB.com (الإنجليزية)
- تريفور ليندن على موقع Hockey-Reference.com (الإنجليزية)
- تريفور ليندن على موقع اللجنة الأولمبية الدولية (الإنجليزية)
- تريفور ليندن على موقع أوليمبيديا (الإنجليزية)
- تريفور ليندن على موقع اللجنة الأولمبية الكندية (الإنجليزية)
- تريفور ليندن على موقع قاعة كولومبيا البريطانية للمشاهير الرياضية (الإنجليزية)